# Грб Фолкландских Острва
Грб Фолкландских острва је званични хералдички симбол британске прекоморске територије Фолкландска острва. Грб је у употреби од 29. септембра 1948. године. 

## Опис грба
На грбу се налази брод Дизајер, брод с којим је Џон Дејвис открио Фолкландска острва. Изнад штита налази се овца, симбол овчарства. Испод штита је трака с геслом „Desire the Right“ (Жуди за правдом).